# Hr2-Kultur
hr2-kultur ist das zweite Hörfunkprogramm des Hessischen Rundfunks (hr). Es ist ein Kulturprogramm, vergleichbar mit SWR Kultur und Deutschlandfunk Kultur, und neben hr-info das einzige (historisch deutlich ältere) Einschaltprogramm des hr. hr2 ist das einzige Programm des hr mit langen Wort- und Musikangeboten und frei von kommerzieller Werbung.

## Geschichte
Das Programm besteht seit dem 15. Oktober 1950 und wurde von Beginn an nur über UKW-Frequenzen ausgestrahlt. Die offizielle Bezeichnung war bis weit in die 1980er-Jahre hinein „Zweites Programm“. Die Abkürzung hr2, hausintern schon länger üblich, setzte sich erst Mitte der 1980er-Jahre – zunächst als Ergänzung zum offiziellen Namen – auch in der Außendarstellung durch. Mit Einführung des Programms hr4 am 6. Oktober 1986 wurden dann alle hr-Hörfunkprogramme einheitlich hr1, hr2, hr3 und hr4 benannt. Im September 2007 wurde der Name zu hr2-kultur geändert.
hr2 gilt in Hessen als wichtiger Kulturfaktor, da es das kulturelle Leben des Landes widerspiegelt und häufig Koproduktionspartner der wichtigsten Kulturinstitutionen des Bundeslands ist. Ferner gilt hr2 als Kulturproduzent, da seine Sendungen häufig als öffentliche Veranstaltungen entstehen; dies gilt insbesondere für die beiden Klangkörper: die hr-Bigband und das hr-Sinfonieorchester. Jährlich organisiert der hr das Deutsche Jazzfestival, das live auf hr2 übertragen wird.
Die im Juli 2015 veröffentlichte Media-Analyse wies für hr2 eine Tagesreichweite von werktags 84.000 Hörern aus. Bei der im März 2014 veröffentlichten Media-Analyse war hr2 an Werktagen auf 94.000 Hörer in Hessen gekommen im Juli 2014 auf 97.000 Hörer in Hessen.

### Kontroverse um die „Umwidmung“ von Frequenzen 2013
Am 11. Februar 2013 kündigte der Hessische Rundfunk kurzfristig über seine Internetseite an, hr2-kultur – mit Ausnahme von einigen Füllsendern – landesweit nur noch über zwei UKW-Frequenzen zu übertragen. Wenig später, kurz nach 14 Uhr, wurden die anderen UKW-Frequenzen komplett abgeschaltet. Die übrigen Frequenzen gingen an die Infowelle hr-info und an das Jugendprogramm You FM. Die Frequenzen gingen am darauffolgenden Tag ab 6 Uhr mit den neuen Programmen in Betrieb. Hörer, die hr2-kultur nur über die – so der hr – „umgewidmeten“ Frequenzen empfangen konnten, wurden auf die übrigen Empfangswege verwiesen.
Allerdings wurde von den Standorten Biedenkopf und Hardberg, die aufgegeben worden sind, noch nicht über DAB+ gesendet, so dass in diesen Landstrichen ein terrestrischer Empfang von hr2-kultur nicht mehr möglich war. Auch im südlichen Odenwald konnte hr2-kultur nicht mehr empfangen werden. Ein Sprecher des Hessischen Rundfunks bestätigte gegenüber dem Darmstädter Echo, „dass in Randbereichen Empfangslücken entstehen“, die von der Sendeleitung in Kauf genommen würden. In einer nachträglich am 14. Februar 2013 herausgegebenen Pressemitteilung zu den neuen Empfangsmöglichkeiten für hr-info wird nicht erwähnt, dass es sich dabei um Frequenzen handelt, die bis dahin von hr2-kultur genutzt worden waren, und wie die hr2-Hörer von nun an versorgt werden sollen. Inzwischen ist hr2-kultur jedoch von den Standorten Biedenkopf und Hardberg via DAB+ wieder empfangbar.
Die Hessische Landesanstalt für privaten Rundfunk und neue Medien kritisierte, sie sei von der Umschaltung der Frequenzen ebenso wenig vorab informiert worden wie das Deutschlandradio. Die LPR sei „vor vollendete Tatsachen gestellt worden.“ Der hr sei nicht befugt gewesen, die Frequenzen eigenmächtig zu ändern. Der private Rundfunkbetreiber Hit Radio FFH sprach von „Taschenspielertricks des hr, um sich technisch in Vorteil zu bringen“, und verlangte eine rechtliche Prüfung der Frequenzänderung. Der Sprecher der Hessischen Landesregierung vertrat dagegen den Standpunkt, der hr habe rechtmäßig gehandelt, weil es sich um Frequenzen handele, die nach alter Rechtslage noch vor der Einführung des privaten Rundfunks im Jahr 1988 vergeben worden seien. Aufgrund der Konformität des Frequenzwechsels mit den medienrechtlichen Regelungen in Hessen sei rechtlich nichts einzuwenden.
Kai Ludwig wies in den Radio-News des Medienmagazins von Radio Eins auf den „Paradigmenwechsel“ hin, „nur noch den Mainstreamformaten hr 1, hr 3 und hr 4 eine ausgebaute UKW-Verbreitung zuzugestehen und mit hr 2 das einzige noch bestehende Programm des Hessischen Rundfunks, das den Bereich der sogenannten Hochkultur abdeckt, mit den ursprünglichen digitalen Zusatzangeboten gleichzusetzen.“ Unter Zugrundelegung der Empfehlung ITU-R BS.412-9 („Planungsstandards für terrestrischen FM-Hörfunk auf UKW“) der Internationalen Fernmeldeunion könne „von einer flächendeckenden Stereoversorgung nach diesen Kriterien […] bei hr 2 jetzt nicht mehr gesprochen werden, wobei sich die Lücken westlich der Rhön und vor allem – dort auch bis hin zum tatsächlichen Totalausfall – in der Nähe der Grenze zu Nordrhein-Westfalen auftun“, ergänzt Ludwig in einem Beitrag im Radio-Kurier.
Am 1. Dezember 2015 fand an den UKW-Sendern Marburg (98,5 MHz), Korbach (102,6 MHz), Bad Hersfeld (106,9 MHz) und Alsfeld (104,0 MHz) ein Programmwechsel von hr-info zu hr2-kultur statt. Damit wurden die im Februar 2013 entstandenen Lücken in der UKW-Versorgung von hr2-kultur zu einem kleinen Teil gefüllt.
Mit dem Neustart von DAB+ im Jahre 2011 begann auch der hr im selben Jahr mit der flächendeckenden Errichtung seines DAB+ Netzes (Kanal 7B) in Hessen. Dies führte parallel zu einer Steigerung der Reichweite von hr2-kultur und gleichzeitig aller anderen hr-Radioprogramme. Schließlich konnte ein Ausgleich der beschriebenen Reichweitenverluste erreicht werden. Inzwischen ist der terrestrische Empfang von hr2-kultur nahezu überall in Hessen möglich.

### Kontroverse um die Programmreform 2019/2020
Im Juli 2019 wurde bekannt, dass die Leitungsgremien des Hessischen Rundfunks entschieden hätten, hr2-kultur ab April 2020 umzugestalten. Aus der Kulturwelle, die neben verschiedenen anspruchsvollen musikalischen Gattungen auch kulturelle Wortprogramme sendet, soll eine Welle mit vorwiegend klassischem Musikprogramm werden, die so formatiert ist, dass sie „durchhörbar“ ist. Das Konzept wurde den Mitarbeiterinnen und Mitarbeitern des Programms bei einer Betriebsversammlung vorgestellt und soll in der Folge von einer internen Arbeitsgruppe im Einzelnen ausgearbeitet werden. Wortprogramme würden demnach vermehrt digital als Podcast angeboten. Das beträfe zum Beispiel die aktuelle Sendung Der Tag und die Gesprächssendung Doppelkopf, aber auch Hörspiele und Lesungen, das Radio-Feature sowie die gesamte Kulturberichterstattung für Hessen. Einige Angebote würden eventuell auch auf das Nachrichtenprogramm hr-info verschoben oder ganz wegfallen. Grund für diesen Umbau sei die zurückhaltende Entwicklung bei den Hörerzahlen sowie der Wunsch, von jüngeren Hörern stärker genutzt zu werden, aber auch ein Umbruch in der Redaktion, weil eine ganze Reihe von Mitarbeitern in diesem Zeitraum in den Ruhestand gehen.
Gegen die Pläne regt sich erheblicher Protest bei den Hörern, aber auch in der Kulturszene. Die Verleger Joachim Unseld und Klaus Schöffling, die Autorin Eva Demski und die Frankfurter Kulturdezernentin Ina Hartwig haben sich für den Erhalt der Wortprogramme auf hr2 ausgesprochen und die Bedeutung des Rundfunks für die regionale Kultur hervorgehoben. Unseld sagte: „Wir dürfen die Leuchttürme nicht umhauen.“ In einem Beitrag der taz wurde ein Mitarbeiter des Senders zitiert: „Der Unmut in der Redaktion war unübersehbar, der Sender soll zu einer reinen Abspielstation von Musik abgewickelt werden.“ Die Zeitung sprach von „Abwrackplänen“ für das Kulturprogramm. Insbesondere gegen die Benachteiligung der mehrheitlich älteren Hörerinnen und Hörer von hr2 regt sich Widerstand. Eine Online-Petition gegen die Programmreform fand innerhalb weniger Wochen etwa 10.500 Unterstützer. Daneben gibt es die Initiative „hr2-Wort“, die von dem Literaturkritiker Wolfram Schütte gegründet wurde und die am 1. Oktober 2019 zu einer öffentlichen Veranstaltung in der Deutschen Nationalbibliothek eingeladen hatte.
Am 22. August 2019 veröffentlichte der hr einen offiziellen „Faktencheck“, in dem die Reformabsichten erstmals etwas ausführlicher dargestellt wurden. Der „Umbau“ sei „nur ein Teil des Strategieprozesses ‚hr im digitalen Wandel‘.“ Das Ziel sei, verschiedene Zielgruppen zukünftig besser zu erreichen als bisher; „ein reformiertes hr2-kultur wird selbstverständlich nicht ‚wortfrei‘ sein, sondern stärker um die Klassik zentriert.“ Kulturelle Inhalte würden zu wenig junge Hörer erreichen. Dem solle gegengesteuert werden. Gleichzeitig ständen hierfür keine zusätzlichen Mittel zur Verfügung.
Am 31. August 2020 berichtete die Frankfurter Allgemeine Zeitung, die umstrittene Programmreform sei aufgrund der vorangegangenen Proteste weitgehend zurückgezogen worden. Ab Mitte September 2020 werde ein weitgehend unverändertes Programm gesendet. Nur die Namen einiger Sendungen würden leicht geändert, die Wortprogramme am Samstagmorgen würden gestrichen, am Sonntagmorgen gebe es nur noch Wiederholungen aus der vorangegangenen Woche. Der Entwurf sei vom Rundfunkrat einstimmig beschlossen worden.
Die Reform trat am 14. September 2020 in Kraft.

## Programm

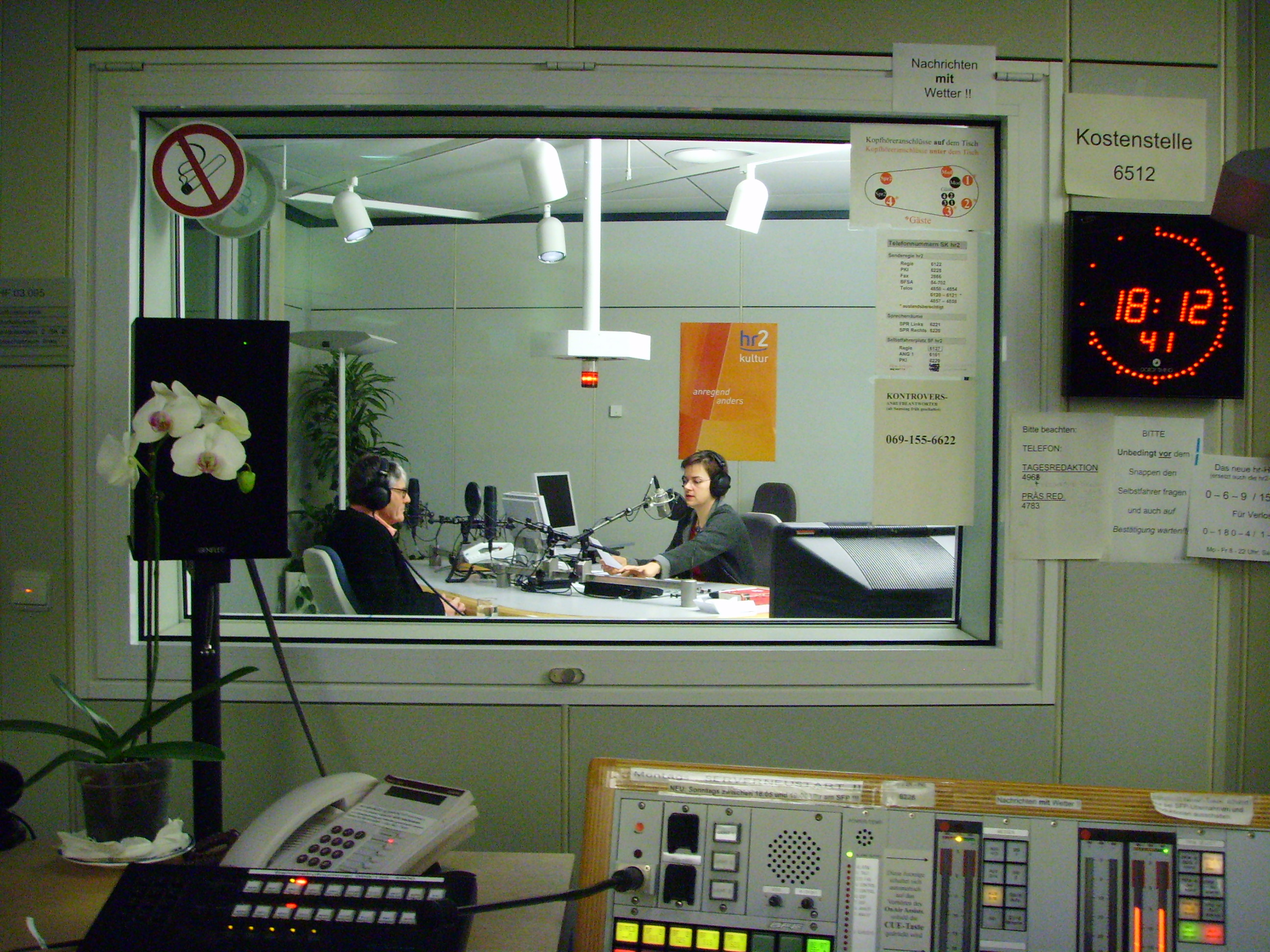
Blick vom Mischpult in einen der beiden hr2-Sprecherräume (2007)

Unter dem Motto „Schön zu hören“ (bis 2020: „Bleiben Sie neugierig!“; bis 2016: „Ihr Kulturradio für Hessen“) orientieren sich die Programmgestalter von hr2 seit der Programmreform 2020 an einem im Vergleich zu früher eher eng gefassten Kulturbegriff, wie dies auch im klassischen Feuilleton der Qualitätszeitungen der Fall ist. Wesentlicher Bestandteil des Angebots von hr2 ist sein Musikangebot mit den Schwerpunkten Klassik und Jazz. Seit der Programmreform 2020 wurde das musikalische Angebot im Vergleich zu früher deutlich eingeschränkt. Weltmusik und Chansons werden nun nur noch am frühen Abend in der Sendung Hörbar – Musik grenzenlos gesendet. Eine Ausweitung des Klassikanteils hatte es bereits im Herbst 2005 gegeben, als das zuvor vom Hessischen Rundfunk produzierte reine Klassikprogramm „hr-Klassik“ aus Kostengründen eingestellt wurde. Der zunächst Ende 2003 erweiterte Wortanteil von hr2 wurde dabei im Herbst 2005 wieder etwas reduziert. Zugleich wurden aber auch zwischen den Musikgattungen liegende Sendungen wie Der neue Klang im Jazz von Ulrich Olshausen nicht weiter verfolgt. Eine weitere Verkürzung des Wortanteils erfolgte ab Januar 2014 sowie 2019/2020, als das Hörspielangebot um einen Wochentermin reduziert wurde.
Feste Programmbestandteile sind jedoch weiterhin Hörspiele, Radio-Features, Literaturkritik und Lesungen, Beiträge zu Philosophie und Religion sowie an Wochenenden Sendungen für Kinder. Eine Besonderheit ist die montags bis freitags von 12:05 Uhr bis 12:55 Uhr (Wiederholung: 23:05 bis 23:55 Uhr) gesendete Reihe Doppelkopf, in der jeweils ein prominenter oder aus anderen Gründen interessanter Gesprächspartner ausführlich zu Wort kommt. Seit der Programmreform 2020 gibt es zwischen 14:05 Uhr und 16:00 Uhr eine weitere Gesprächssendung Zwei bis Vier – Menschen und ihre Musik, in der Persönlichkeiten aus dem klassischen Musikbetrieb befragt werden.
Das Abendprogramm beginnt mit dem Konzertsaal (bis September 2020: Musikereignis; bis Juli 2011: Kulturereignis): der Aufzeichnung eines Konzerts oder einer Oper. Donnerstags wird am späteren Abend traditionell die Neue Musik gepflegt. Mittwochs wird an dieser Stelle Hintergründiges zu Komponisten und zum Musikleben in Kaisers Klänge und anschließend Stimmenreich mit Vokalmusik gesendet. Am Samstagabend moderierte Peter Härtling seit 1975 mehrmals im Jahr die Quiz-Sendung Literatur im Kreuzverhör mit Beteiligung der Hörer und des Publikums vor Ort in einer öffentlichen Bibliothek oder in einer Buchhandlung. Ab 2016 war Das kleine Literaturquiz eine Zeitlang an dessen Stelle getreten.
Überregional bekannt wurde der Sender durch das bereits 1966 entstandene und ohne Unterbrechung bis 2021 jährlich fortgeführte Funkkolleg sowie die seit 1997 publizierte Hörbuchbestenliste, die jeden Monat von einer Fachjury für hr2 erstellt wird. Im Januar 2014 wurde allerdings das bis dahin in hr2-kultur verankerte hr-Bildungsprogramm – die Sendereihen Wissenswert (von den 1950er- bis in die 1980er-Jahre „Schulfunk“) und das Funkkolleg – ans Wochenend- und Abendprogramm von hr-info abgegeben und dort nach 2021 aus dem Programm genommen.
Morgens von 6 bis 9 Uhr (bis September 2020: bis 9:30 Uhr; bis Juli 2011: bis 10 Uhr sowie nachmittags von 16 bis 18 Uhr) beginnt das Tagesprogramm mit der Sendung Am Morgen mit einem Schwerpunkt auf klassischer Musik, wie es schon einmal in den 1980er Jahren der Fall war. Bis einschließlich 2020 gab es an dieser Stelle das Kulturfrühstück, in dem sich Musikstücke mit Kultur- und Literaturtipps, der Frühkritik und Lesungen mischen und das Kulturcafé. Das Magazin hatte den Anspruch, nicht nur das tagesaktuelle Geschehen mit Einspielungen von Korrespondenten und einer Kulturpresseschau nachzuzeichnen, sondern darüber hinaus durch vielseitige und differenzierte Themenbehandlung meinungs- und stilbildend zu wirken. Großflächige Klassik-Sendungen Am Mittag und Am Nachmittag schließen sich an. Lesungen ergänzen das Programm um 9:30 Uhr und um 14:30 Uhr.
Nachts, von 0:05 Uhr bis 6 Uhr, wird das ARD-Nachtkonzert übernommen, das alle zwei Wochen in der Nacht zum Donnerstag von hr2 selbst produziert wurde, bevor das Nachtkonzert ausschließlich vom Bayerischen Rundfunk gesendet wurde.
Aufmerksamkeit hat die monothematische Wortsendung Der Tag geweckt, die im Sommer 2004 von hr1 in das Programm von hr2 wechselte. Die Sendung wird montags bis freitags von 18:05 bis 19:00 ausgestrahlt und beleuchtet ein tagesaktuelles Thema ausführlich und aus verschiedenen Blickwinkeln, meist mit witzigen, ironischen oder sarkastischen Einspielern. Für diese Sendung, die live verschiedene Telefon- und Studiogespräche enthält, ist ein überdurchschnittlicher Rechercheaufwand erforderlich. Samstags wurde an diesem Sendeplatz bis Juli 2011 die Sendung hr2 kontrovers gesendet, in der unter telefonischer Beteiligung der Hörer mit einem Studiogast jeweils ein aktuelles Thema eine Stunde lang diskutiert werden konnte. An die Stelle von kontrovers tritt seit September 2011 das Hörbuchmagazin Audio.
Das traditionelle Wunschkonzert am Sonntagnachmittag wurde nach mehreren Jahrzehnten an diesem Sendeplatz im September 2011 zum letzten Mal gesendet. Die Kleinkunst verlor ihren angestammten Sendeplatz in dem offenen Format Kulturszene Hessen sonntags von 12.05 Uhr bis 13.00 Uhr. Dort gibt es nunmehr das Literaturland Hessen mit Beiträgen aus dem literarischen Leben.
Im Jahr 2021 wurden drei Sendungen neu ins Programm aufgenommen: Am Sonntagnachmittag wird unter dem Titel Zwei bis Vier – Menschen und ihre Musik in der Zeit von 14:05 Uhr bis 16 Uhr jeweils ein mehr oder weniger bekannter Gesprächspartner persönlich vorgestellt, der auch seine Wunschmusik in die Sendung einbringen darf. Und am späten Freitagabend tritt die Sendung Blues'n'Roots. Blue Notes in vielen Farben von Dagmar Fulle an die Stelle der traditionellen Swingtime von Bill Ramsey, der im Juli 2021 verstorben war. Als Podcast konzipiert ist die Interviewreihe Freiheit deluxe, die von Jagoda Marinić moderiert wird. Die Beiträge werden am Samstagabend auf dem Sendeplatz von Literaturland Hessen ab 18 Uhr im linearen Programm ausgestrahlt.
Während der Sommermonate von Juli bis September übernimmt hr2-kultur seit 2009 das ARD-Radiofestival von der jeweils gebenden Anstalt und bereichert das Programm mit Sondersendungen der Hörbar am späten Abend.

## Empfang
hr2-kultur ist auf DAB+ nahezu flächendeckend in ganz Hessen verfügbar. Der Ausbau von DAB+ ist dennoch noch nicht beendet; er wird in den kommenden Jahren fortgesetzt, sodass sich die technische Reichweite weiter erhöht. Auch über UKW ist hr2-kultur in weiten Teilen Hessens und einigen angrenzenden Gebieten zu hören. Seit März 2007 wird hr2-kultur auch als Livestream im Internet verbreitet. Daneben kann das Kulturprogramm europaweit auch über DVB-S gehört werden sowie überall in Deutschland via DVB-C und IPTV. Wenn auch der analoge TV-Empfang im Kabel bereits nahezu komplett abgeschaltet wurde, bieten manche Kabelnetzbetreiber auch noch die Möglichkeit des UKW-Kabelempfangs für hr2-kultur an. Ausgewählte Beiträge werden zudem auf der Webseite von hr2-kultur als Podcast bereitgestellt. Darüber hinaus wird eine kostenfreie hr-2 App für Android- und iOS-basierte Smartphones und Tablets angeboten.

## Bilder

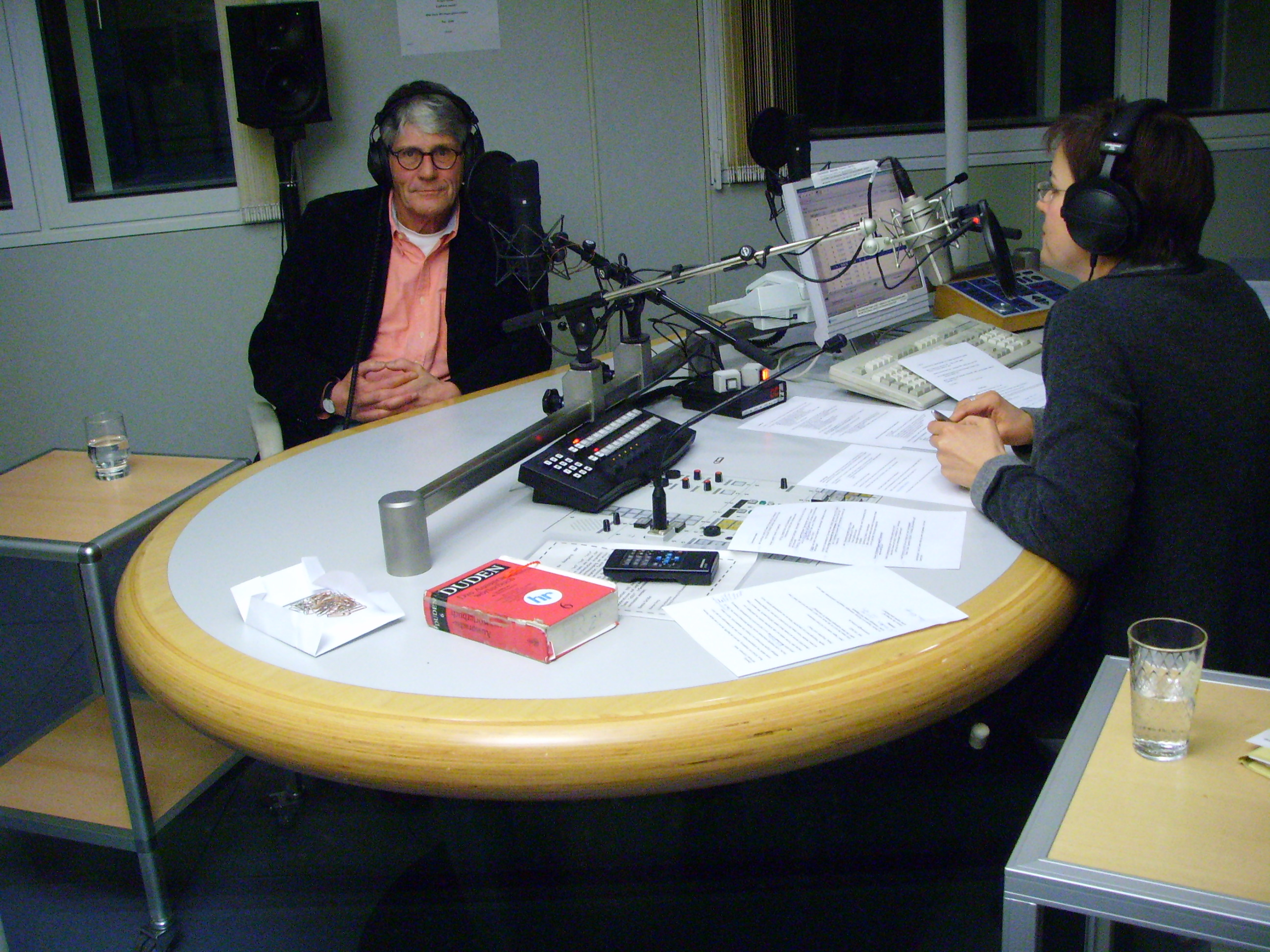
hr2-Moderatorin Karen Fuhrmann im Gespräch mit Rupert von Plottnitz
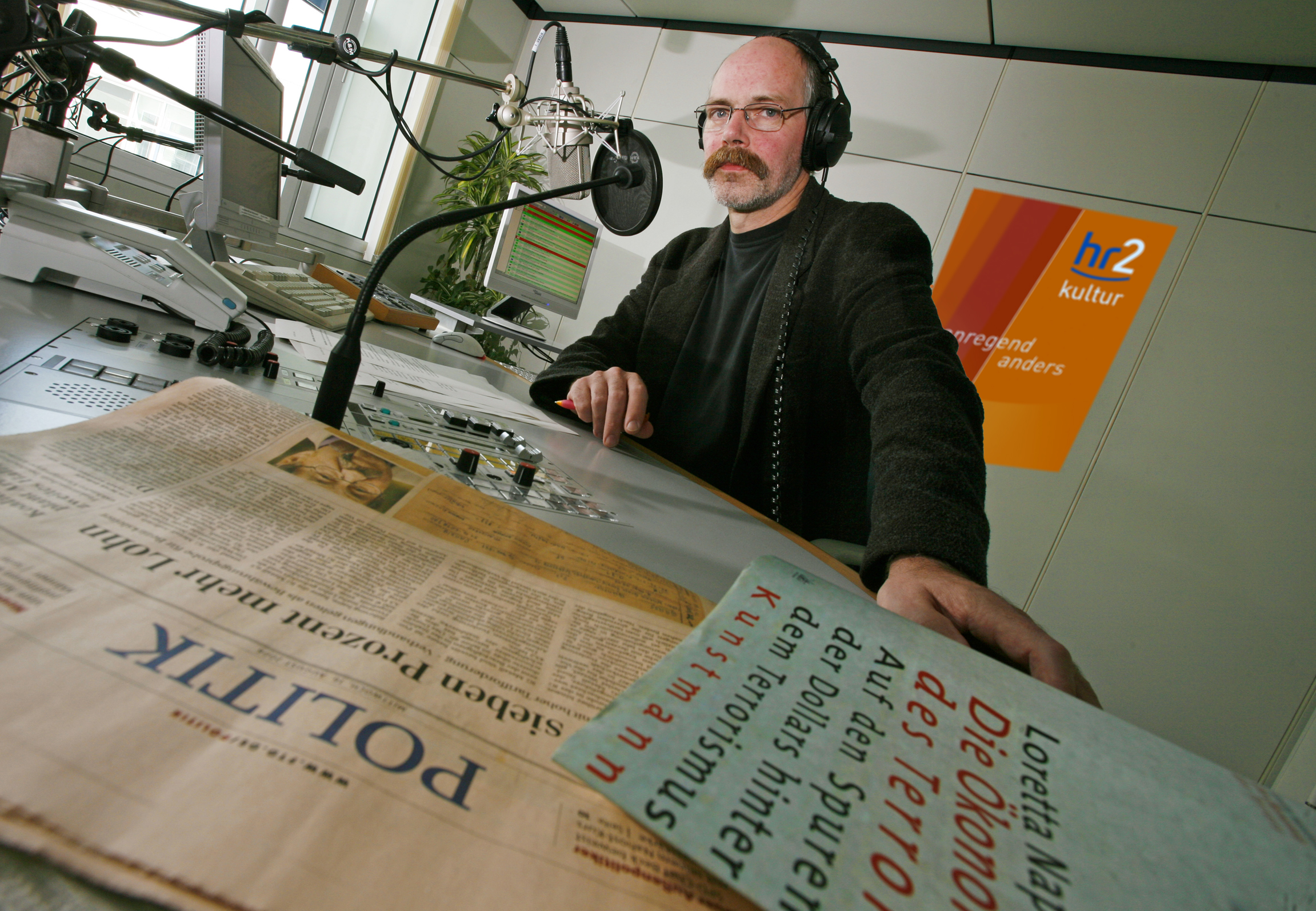
Florian Schwinn bei der Moderation der Sendung „Der Tag“
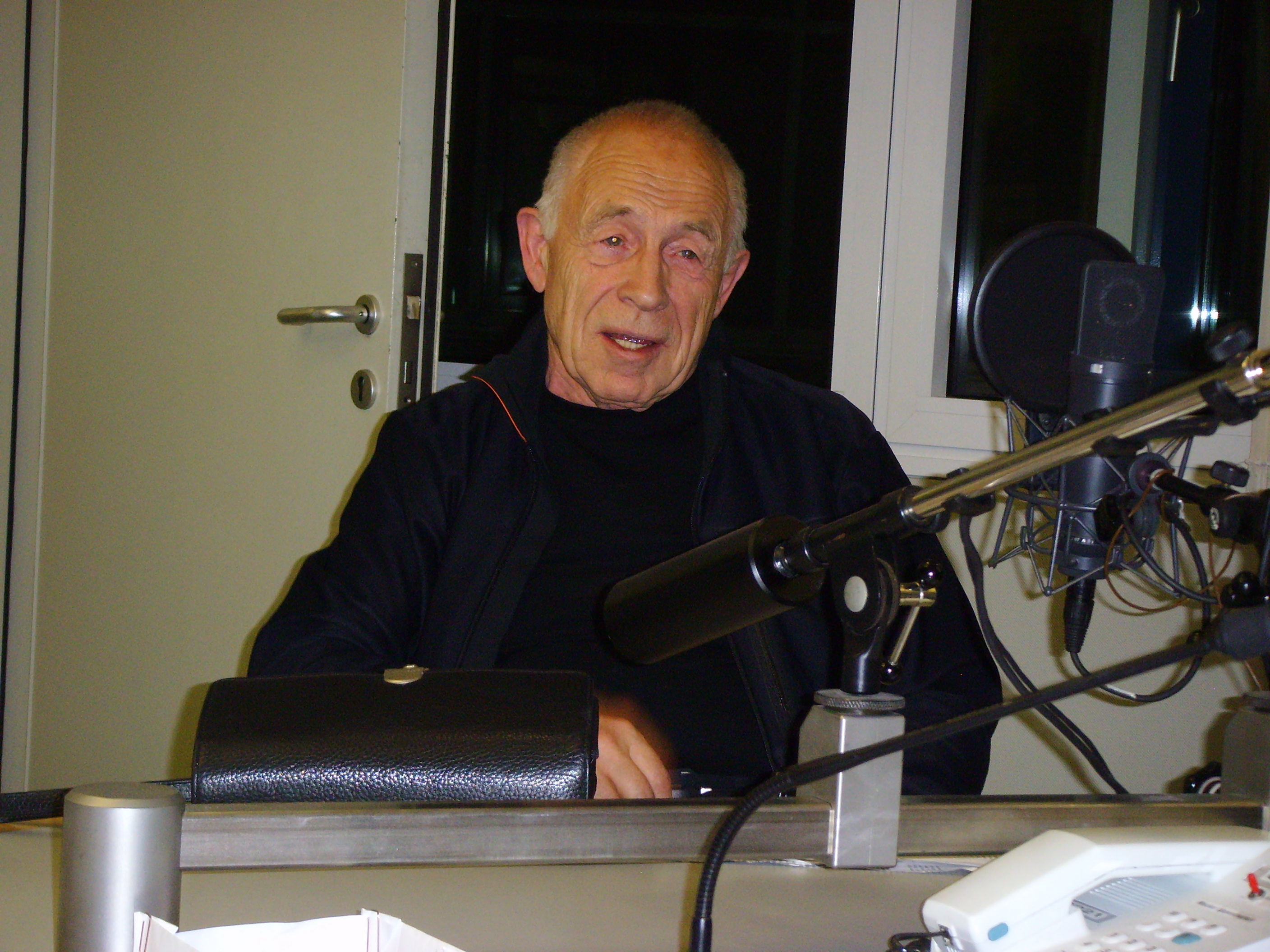
Heiner Geißler, live in „hr2-kontrovers“
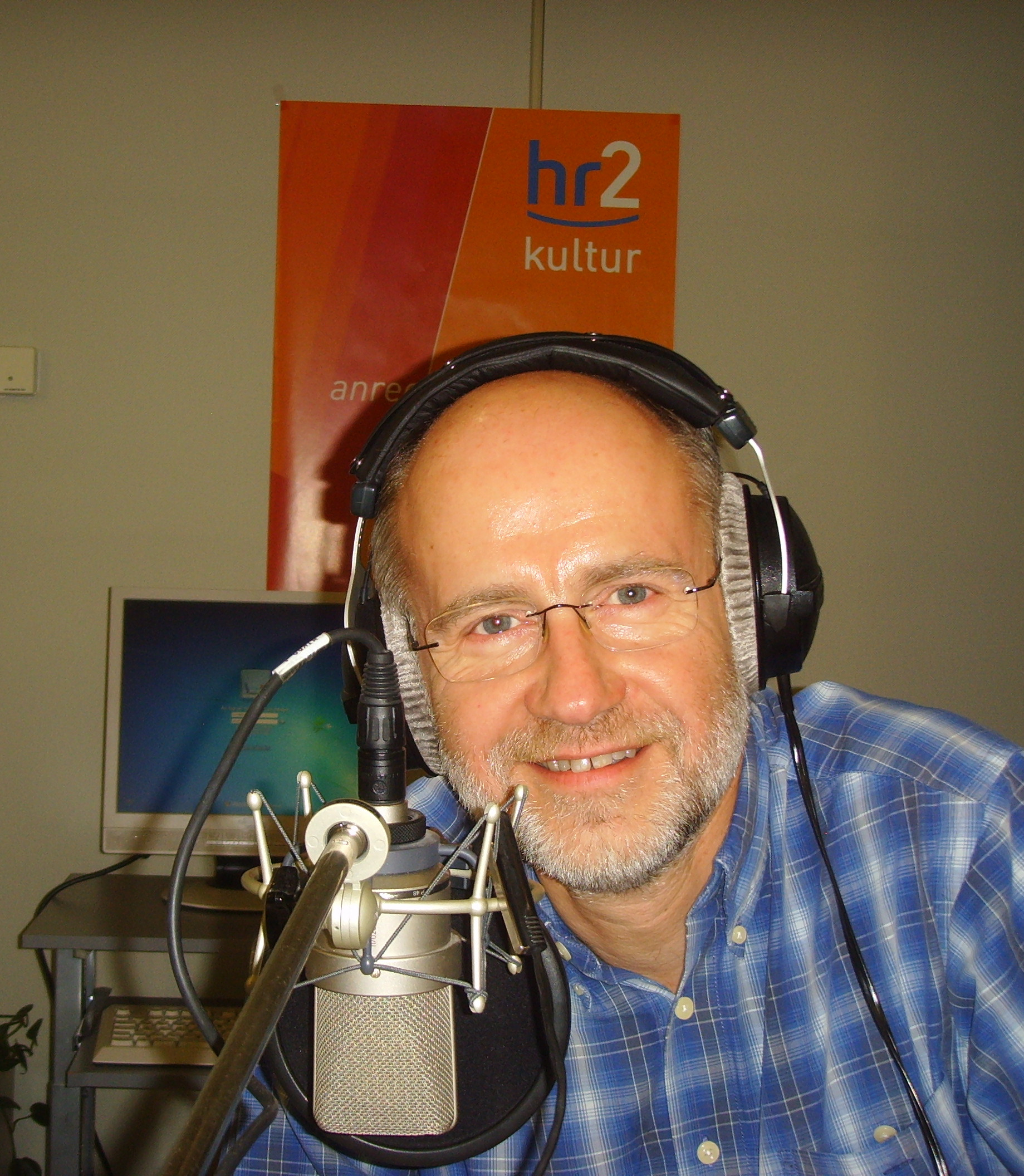
Harald Lesch, live in der „hr2-Sternennacht“ (21./22. Juni 2013)
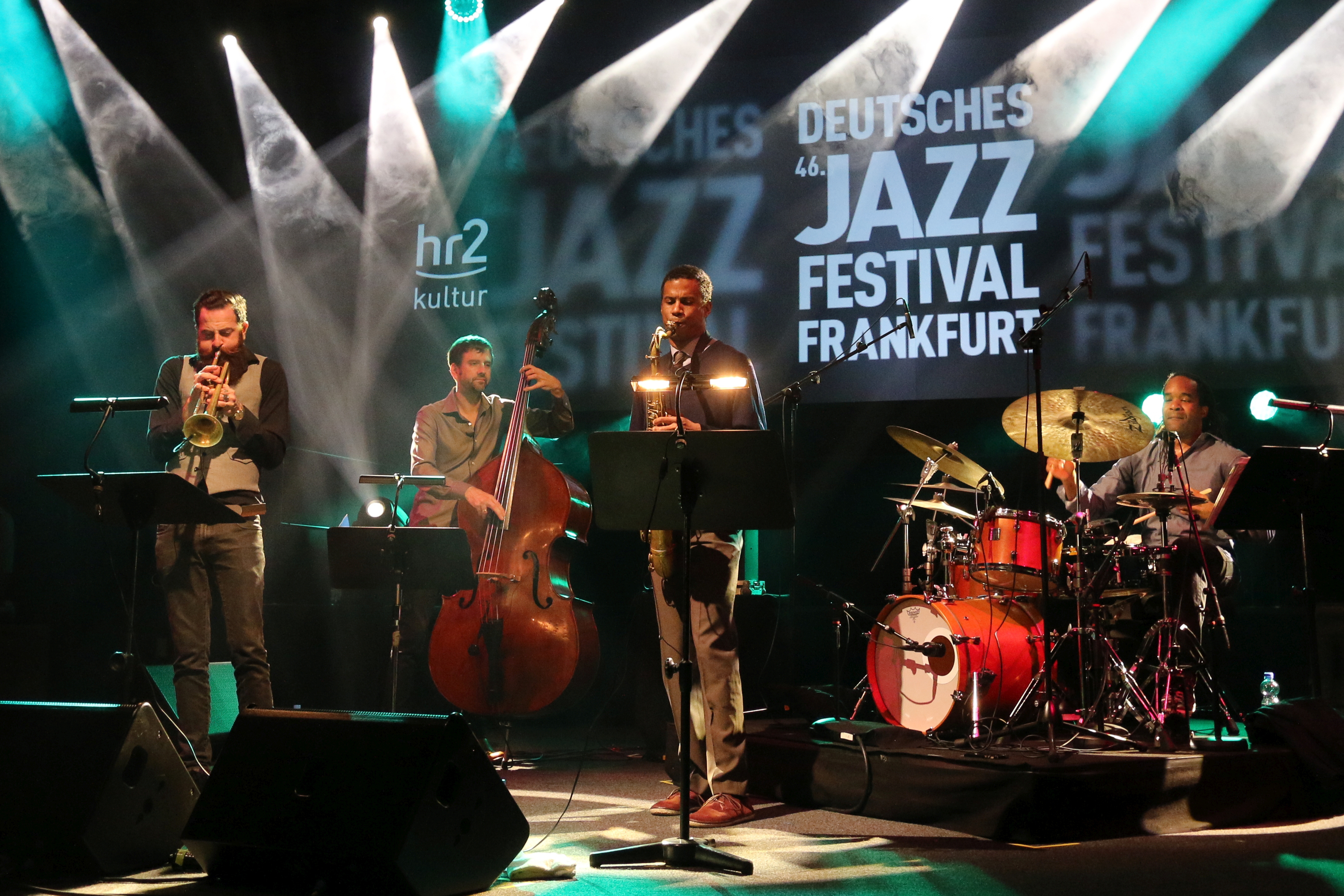
Mark Turner Quartett beim Deutschen Jazzfestival 2015

## Logos

Logo bis 2004
Logo von 2004 bis 2007
Logo von 2007 bis 2015
Logo von 2015 bis 2023
Logo seit 2023

## Historische Sendungen
- Abendstudio (1948–2003)
- hr2-Computermagazin (1990–1995)
- hr2-Rätselbar (1997–2019 zu Silvester)[35]